# Ian Plimer
Ian Rutherford Plimer (12 de febrero de 1946 (79 años) es un geólogo australiano, académico, profesor de geología minera en la Universidad de Adelaida, y director de cuatro empresas mineras. Ha sido un crítico acérrimo del creacionismo en Australia, aunque su crítica a las conjeturas del calentamiento global antropogénico y a sus científicos que le ha valido el reconocimiento internacional. Plimer afirma que algunos climatólogos ignoran o invisibilizan la ciencia de la geología, sus teorías, historia, y efemérides del mundo natural, exagerando los niveles de calentamiento moderna en comparación con las temperaturas previas en el registro geológico, confundiendo el impacto del dióxido de carbono sobre el clima, así como la contribución de la humanidad a los niveles de ese dióxido.
Es autor de alrededor de 60 artículos académicos y seis libros, incluyendo su libro sobre el debate del calentamiento global Cielo y tierra: calentamiento global: la ciencia que falta, de 2009.

## Primeros años y carrera
Se crio en Sídney, y fue educado en la Gordon Public School y en Normanhurst Boys' High School. Obtuvo un BSc en la Universidad de Nueva Gales del Sur, y el PhD en la Universidad de Macquarie.
Plimer luego trabajó en las minas de Broken Hill, finalizando como geólogo en jefe de investigación de North Broken Hill. Ha mantenido un interés en el distrito minero de Cerro Broken, a lo largo de su carrera.
Posteriormente se trasladó a la universidad, por primera vez en la Universidad de Nueva Inglaterra, Nueva Gales del Sur, luego a la Universidad de Newcastle, y finalmente a la de Melbourne. Actualmente es profesor de Geología de Minas de la Universidad de Adelaida.

## Carrera empresarial
Es director de tres empresas mineras australianas: Ivanhoe, CBH Resources y Kefi Minerals. En 2010, fue nombrado presidente de la junta de TNT Mines Ltd. También es director de la compañía de gas de hulla con sede en Australia "Ormil Energy".
En 2008 y en 2009, de acuerdo al columnista del The Age, Plimer ganó más de A$400,000 de esos intereses, y tiene acciones mineras y opciones por valor de cientos de miles de dólares australianos. Plimer rechaza las afirmaciones de un conflicto entre los intereses de la minería comercial y su visión de que el hombre en el cambio climático es un mito. Plimer ha dicho que la propuesta australiana de esquema de mercado del carbón podría diezmar la industria minera australiana, y probablemente destruirla totalmente, así como la creación de desempleo masivo.

## Afiliaciones
Plimer es asociado de la Instituto de Asuntos Públicos, un grupo de expertos de libre mercado En 2007, Plimer fue incluido como experto aliado por el Proyecto de Administración de Recursos Naturales, un grupo de defensa canadiense que se opone al Protocolo de Kioto.
En noviembre de 2009, Plimer fue nombrado como miembro del consejo académico asesor del grupo de escéptico del calentamiento global de Nigel Lawson: la Global Warming Policy Foundation.
Plimer fue considerado miembro del grupo de lobby de minería de Gina Rinehart Australians for Northern Development & Economic Vision (ANDEV).
Plimer es miembro vitalicio de la Australian Skeptics.

## Galardones, becas, premios, logros notables
Miembro de
- Consejo Asesor del Ministro de Industrias Primarias de Nueva Gales del Sur
- Academia Australiana de Ciencias Tecnológicas e Ingeniería[22]
- Instituto de Minería y Metalurgia de Australasia[23]
- Instituto Australiano de Geocientíficos[24]
- Honorario de Sociedad Geológica, Londres

Premios
- Premio Eureka (2002): por Corta Historia del Planeta Tierra
- Premio Eureka (1995): por su promoción de la ciencia
- Premio Michael Daley a la Promoción de la Ciencia (hoy un Premio Eureka), (1994): por comunicación de la ciencia
- Medalla Clarke, 2004
- Centenary Medal, 2003
- Rio Tinto Premio a la Excelencia Minera, 2005
- Medalla Sir Willis Connelly, Instituto de Minería y Metalurgia de Australasia, 2006
- Leopold von Buch Plaqueta de la German Geological Society, 1994

Epónimo
- 'Plimerita': nuevo mineral fosfatado del Broken Hill Ore Deposit en Nueva Gales del Sur, nombrado por Plimer en 2009 en reconocimiento de su obra a esa mina y contribuciones a la Geología económica.[25][26]

Fuente: